# Aleksander twerski
Aleksander twerski (ur. 7 października 1301, zm. 29 października 1339) – książę nowogrodzki 1325-1327, wielki książę twerski 1326-1327, 1338-1339 oraz włodzimierski 1326-1327.

## Życiorys
Aleksander był drugim synem księcia Michała Twerskiego i jego drugiej żony Anny Kaszyńskiej. Jako młody człowiek otrzymał we władanie Chełm Nowogrodzki oraz Mikulin. W roku 1326, przejął schedę po bezdzietnym bracie Dymitrze Groźne Oczy, zabitym na rozkaz chana Ozbega.
Następnego roku wódz tatarski, Szewkal (kuzyn Uzbega), przybył z Ordy ze sporym oddziałem.  Zatrzymali się w pałacu Aleksandra i zajmowali się bandyckimi wypadami na miasto.  Zaczęły się plotki, że Szewkal chce sam odebrać tron Aleksandrowi i wprowadzić islam w księstwie. Kiedy 15 kwietnia 1327 Tatarzy chcieli odebrać konia diakonowi Djudce, ten zwrócił się o pomoc do tłumu i odbył się samosąd. Szewkal i jego pozostali ludzie zostali spaleni żywcem w domu, w którym się schronili.
Pogrom doprowadził do odwetu. Iwan Kalita, brat Jerzego Moskiewskiego zamordowanego przez Dymitra Groźne Oczy w 1322, natychmiast udał się do Ordy i zanim Aleksander zdążył się wytłumaczyć Ozbegowi, uprosił u niego jarłyk dla książąt moskiewskich o panowanie nad Włodzimierzem. Aby ukarać Twer, chan wysłał Iwana na czele 50 000 armii. Aleksander wraz z rodziną uciekł do Nowogrodu, ale nie przyjęto go tam, więc podążył dalej do Pskowa.
Pskowianie nie tylko wpuścili go do miasta, ale uczynili go swym księciem. Chcąc ocalić ziemie ruskie przed dalszym spustoszeniem przez ekspedycje karne Tatarów i Kality Aleksander chciał opuścić miasto, lecz lud nie chciał go puścić. Metropolita kijowski Teognost wraz z arcybiskupem nowogrodzkim Mojżeszem ekskomunikowali miasto na rozkaz Iwana Kality. W 1329, na rozkaz chana Iwan Kalita wraz z innymi książętami wypowiedział wojnę Pskowowi. Aleksander zbiegł na Litwę i do Szwecji, po czym ekskomunika Pskowa została zdjęta. Pół roku później Aleksander wrócił do Tweru pod patronatem Giedymina.
W 1335 Aleksander wysłał swojego syna, Fiodora do Ordy z prośbą o wybaczenie. Dwa lata później udał się tam sam. Ozbeg tym razem mu wybaczył i odesłał do Tweru, co spowodowało kolejne intrygi Moskwy. W październiku 1339 Aleksander i Fiodor zostali w Saraju poćwiartowani z rozkazu chana.

## Rodzina
Aleksander ożenił się około r. 1320 z Anastazją halicką, z którą miał ośmioro dzieci:
1. Fiodor Twerski (zm. 1339)
2. Lew (ur. 1321)
3. Michał II Twerski (1333 – 1399)
4. Wsiewołod chełmski (zm. 1364)
5. Andrzej (zm. 1365)
6. Włodzimierz (zm. 1365)
7. Maria (zm. 1399), żona Siemiona Dumnego
8. Julianna (ok. 1325 – 1392), żona Olgierda, matka Jagiełły